# Lonchorhina inusitata
Lonchorhina inusitata' är en däggdjursart som beskrevs av José Ochoa G. och den amerikanska zoologen Charles Overton Handley, 1997. Arten ingår i släktet Lonchorhina, och fladdermusfamiljen bladnäsor.
Arten har nyligen beskrivits och räknades dessförinnan till L. aurita. Den förväxlas lätt med flera andra arter i släktet Lonchorhina.

## Utbredning
Lonchorhina inusitata har sin utbredning Sydamerika, där den rapporterats från Brasilien, Franska Guyana, Surinam och Venezuela. 

## Övrigt
Arten finns i låglänt regnskog i områden där berg kommer i dagen. Fladdermusen är en ren insektsätare.